# 고양 대성암 선림보훈
고양 대성암 선림보훈은 대한민국 경기도 고양시 덕양구 북한동, 대성암에 있는 책이다. 2015년 3월 9일 경기도의 유형문화재 제304호로 지정되었다.

## 참고 자료
- 고양 대성암 선림보훈 - 국가유산청 국가유산포털